# Иорданский, Анатолий Александрович
Анатолий Александрович Иорданский (27 октября 1888 — 4 сентября 1937) — советский государственный и военный деятель, председатель Исполнительного комитета Костромского губернского совета рабочих и крестьянских депутатов (май-ноябрь 1919). Комиссар Юго-Западного фронта (1920), заместитель первого секретаря центрального ОСОАВИАХИМа (1937).

## Биография
Родился в селе Борок (Железный Борок) Буйского уезда Костромской губернии (ГАКО.56-21-19-240об-241), русский. Старший сын Молвитинского священника. Как и все дети костромского духовенства, после сельской школы окончил Костромское духовное училище.
В годы революции 1905 года занимался распространением нелегальной литературы, прокламаций.
В 1909 году окончил Костромскую духовную семинарию, два года работал в отделе губернского архитектора Костромской губернской управы, после чего в поступил в коммерческий институт в Москве. В 1912 году вступил в партию эсеров.

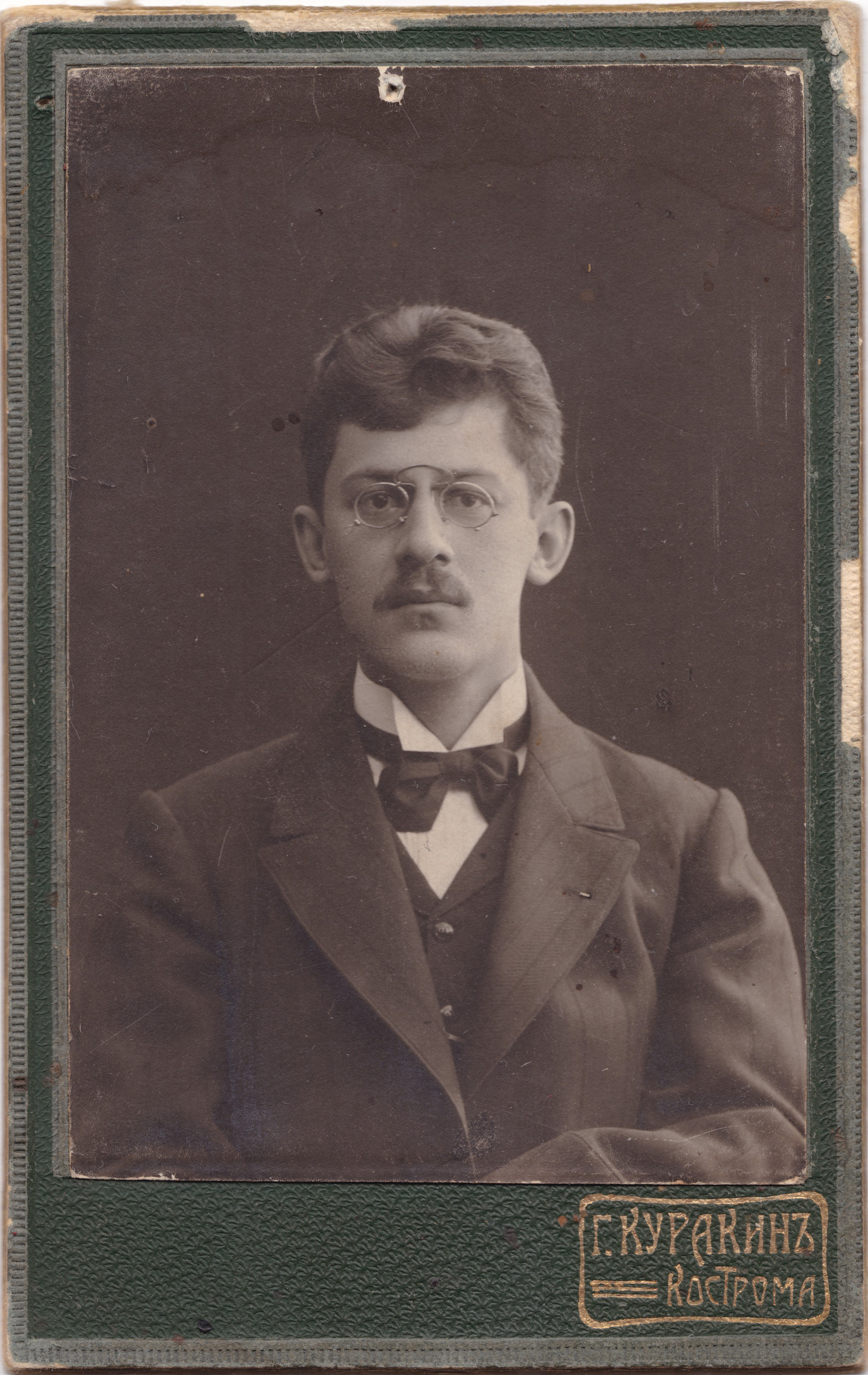
А. Иорданский ~ 1910г. Фото из семейного архива

В августе 1914 года, с началом Первой мировой войны, вступил добровольцем в армию. После окончания военного училища в чине прапорщика направлен на фронт в составе Сибирского 37 стрелкового полка 10-й Сибирской стрелковой дивизии, позже служил в 9-м особом пехотном полку. Был ранен, дослужился до чина капитана.
В конце декабря 1917 года вернулся на родину, был избран сначала членом революционного комитета солдатских депутатов в Молвитино, затем председателем Буйского уездного совнархоза. Весной 1918 года был назначен костромским губернским комиссаром финансов.
В 1918 году ступил в РКП(б) (в 1923 исключён). Делегат VI губернского съезда Советов (сентябрь 1918) от Буйского уездного исполкома. Избран в состав президиума от фракции левых эсеров–колегаевцев.
В мае 1919 года избран председателем Исполнительного комитета Костромского губернского совета рабочих и крестьянских депутатов. Являлся членом губернского военно-революционного совета.
В мае 1919 года нарком просвещения РСФСР А. В. Луначарский отмечал, что, хотя А. А. Иорданский недавно примкнул к большевикам, но он «совершенно сжился со всеми остальными».
В конце 1919 года как офицер-специалист мобилизован на борьбу с Деникиным. В 1921 году – комиссар штаба Юго-Западного фронта, председатель российско-украинской военной делегации на мирных переговорах по определению советской границы с Польшей.

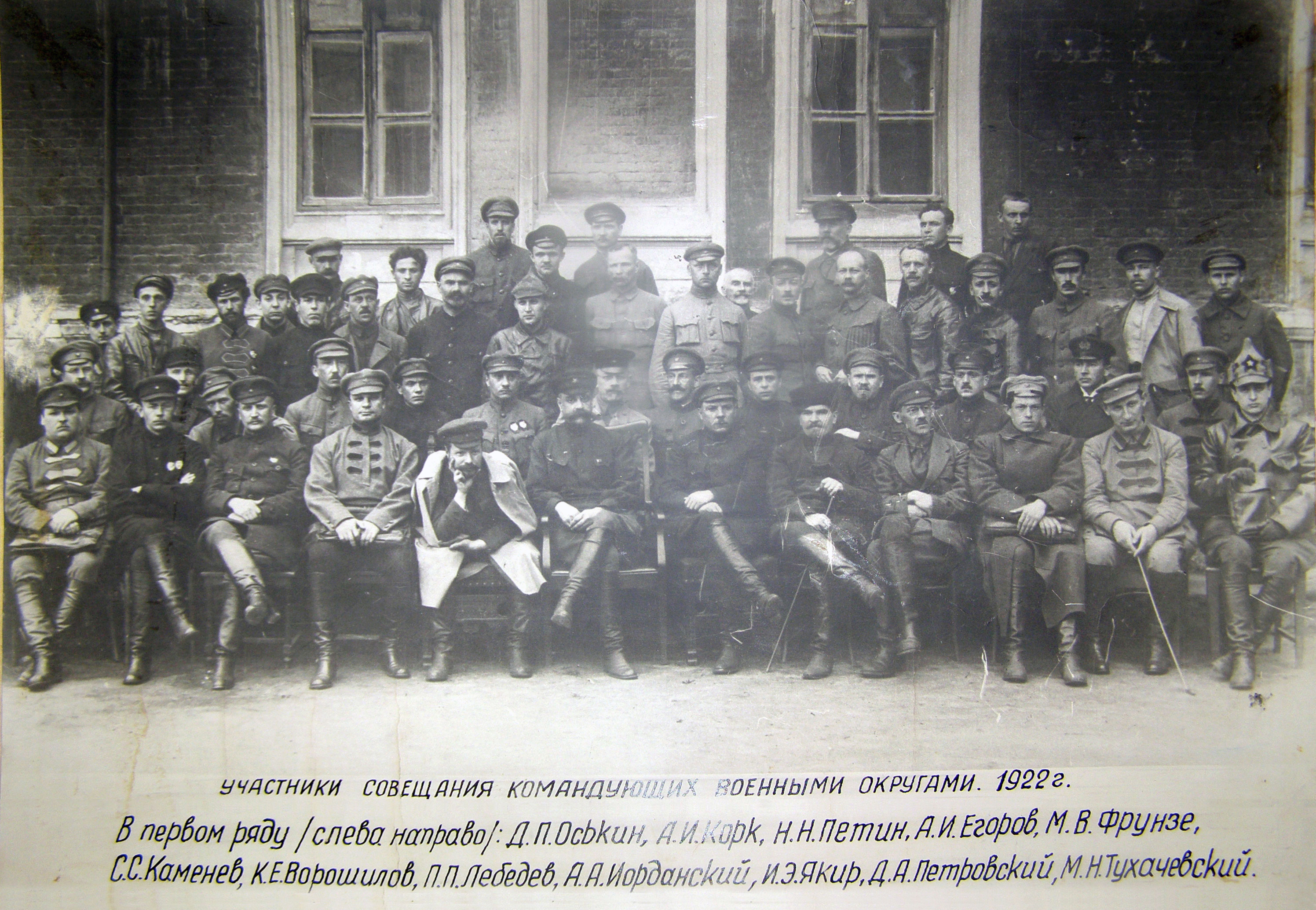
Участники совещания командующих военными округами. 1922г. Фото из семейного архива

После Гражданской войны занимал ответственные посты в Реввоенсовете республики (по воспоминаниям младшего брата, Василия Александровича Иорданского). Последняя занимаемая должность – заместитель секретаря Центрального совета Осоавиахима.
В 1937 году всё руководство Осоавиахима, во главе с Р. П. Эйдеманом подверглось репрессиям. Иорданский был арестован 27 марта 1937 года и приговорен: ВКВС СССР 4 сентября 1937 года по обвинению в принадлежности к контрреволюционной террористической организации и во вредительстве. Расстрелян в тот же день (дело П-46632). Место захоронения: Москва, Донское кладбище. Посмертно реабилитирован ВКВС СССР 12 мая 1956 года.

## Труды
Под псевдонимом «Буйский» в 20-е годы публиковал работы военно-исторического и политико-экономического характера.
- Китай в прошлом и настоящем. — Москва: Гос. воен. изд-во, 1924. (Фонд: КХ, Шифр: В 70 /174, Инв.№ 0655378)
- Соединенные штаты Северной Америки. — Москва: Воениздат, 1926 (Фонд: КХ, Шифр: Ч 48 /490, Инв.№ 0711783)
- Румыния. — Москва: Гос. воениздат, 1926 (Фонд: КХ, Шифр: Е 43 /744-745, Инв.№ 0584599)
- Китай и его силы. — Москва: Госуд. изд-во. Отд. воен. литературы, тип. «Кр. пролетарий» в Мск., 1927 (Фонд: КВ, Шифр: , Инв.№ 0657793)